# Hermas quinquedentata
Hermas quinquedentata är en flockblommig växtart som beskrevs av Carl von Linné d.y.. Hermas quinquedentata ingår i släktet Hermas och familjen flockblommiga växter. Inga underarter finns listade i Catalogue of Life.